# Шерман, Ричард Мортон
Ричард Мортон Шерман (англ. Richard Morton Sherman; 12 июня 1928, Нью-Йорк, Нью-Йорк — 25 мая 2024, медицинский центр Седарс-Синай, Калифорния) — американский композитор, автор песен, который вместе со своим братом Робертом Б. Шерманом специализировался на музыкальных фильмах. По данным официального веб-сайта Walt Disney Company, «Братья Шерман написали больше музыкальных песен для кинофильмов, чем любая другая команда авторов песен в истории кино».
Некоторые из самых известных песен братьев Шерман были включены в игровые и анимационные музыкальные фильмы, включая «Мэри Поппинс» (1964), «Самый счастливый миллионер» (1967), «Книга джунглей» (1967), «Пиф-паф ой-ой-ой» (1968), «Набалдашник и метла» (1971), «Снупи, возвращайся!» (1972) и «Паутина Шарлотты» (1973), «Туфелька и роза» (1976), «Приключения Винни» (1977).
Однако их самой известной работой остаётся песня «It’s a Small World (After All)», написанная для одноимённого аттракциона тематического парка. По данным Time, это, возможно, самая (публично) исполняемая песня в истории.
Ричард Мортон Шерман умер от «болезни пожилого возраста» в Седарс-Синайском медицинском центре, в Лос-Анджелесе, Калифорния, 25 мая 2024 года в возрасте 95 лет.

## Награды
| Год  | Работа                                               | Награда                         | Категория                                                | Примечание         |
| ---- | ---------------------------------------------------- | ------------------------------- | -------------------------------------------------------- | ------------------ |
| 1965 | Песня «Chim Chim Cher-ee» (из фильма «Мэри Поппинс») | «Оскар»                         | Премия «Оскар» за лучшую песню к фильму                  | Совместно с братом |
| 1965 | Саундтрек к «Мэри Поппинс»                           | «Оскар»                         | Премия «Оскар» за лучшую оригинальную музыку к фильму    | Совместно с братом |
| 1965 | Саундтрек к «Мэри Поппинс»                           | «Грэмми»                        | Премия «Грэмми» за лучший саундтрек для визуальных медиа | Совместно с братом |
| 1965 | Саундтрек к «Мэри Поппинс»                           | «Грэмми»                        | Премия «Грэмми» за лучший детский музыкальный альбом     | Как композитор     |
| 1975 | Саундтрек к «Винни-Пух, а с ним и Тигра!»            | «Грэмми»                        | Премия «Грэмми» за лучший детский музыкальный альбом     | Как композитор     |
| 2023 | Песня «Колыбельная Мушки» к мультфильму «Мушка»      | Hollywood Music in Media Awards | Лучшая оригинальная песня к короткометражному фильму     | Как автор          |